# Clupisoma sinensis
Clupisoma sinensis és una espècie de peix de la família dels esquilbèids i de l'ordre dels siluriformes.

## Morfologia
- Els mascles poden assolir 31 cm de longitud total.[1][2]

## Reproducció
És ovípar i els ous no són protegits.

## Hàbitat
És un peix d'aigua dolça i de clima tropical.

## Distribució geogràfica
Es troba a Àsia: riu Mekong amunt fins a Yunnan (Xina) i riu Pahang (Malàisia).

## Ús comercial
És venut fresc.